# Common One
Albums de Van Morrison
Into the Music
(1979) Beautiful Vision
(1982)
Common One est le douzième album studio du chanteur nord-irlandais Van Morrison. Il est publié en août 1980 par Mercury Records. Il est enregistré lors d'une seule session de neuf jours, du 11 au 19 février 1980 au Studio Super Bear à proximité de Nice dans le sud de la France.
Common One ne fut pas très bien considéré par les critiques lors de sa sortie. La réédition remastérisée de 2008 contient des versions alternatives de Haunts of Ancient Peace et de When Heart is Open.
Van Morrison cite régulièrement cet album comme un de ses albums favoris

## Composition et enregistrement
Selon Mick Cox, les premières étapes de l'album sont répétées en novembre et décembre 1979. Les chansons Summertime in England et Haunts of Ancient Peace sont ensuite retravaillées par Morrison et le groupe lors de petits concerts en janvier 1980. Cox pense que « certaines de ces prestations lors des répétitions étaient bien meilleures que les enregistrements définitifs ». En parlant des sessions d'enregistrement à Super Bear, Cox déclare « Nous avons tous été plongés dans une situation très, très intense et très chargée pendant ces neuf jours, mais cela a fait ressortir cet album ». De son côté, Jef Labes se souvient de ses arrangements sur l'album : « ...mais ce que j'ai toujours essayé de faire avec les arrangements de cordes pour lui, c'est d'essayer d'imiter ce qu'il chantait, parce qu'il était un instrument de musique ».
Contrairement à nombre de ses précédents albums, Common One s'aventure davantage dans le domaine du free jazz. Cela prend le pas sur l'habituel R&B de Van Morrison, le jeu de saxophone de Pee Wee Ellis étant mis en avant. Les chansons sont également un peu plus longues que sur ses précédents albums. Morrison déclare que le concept original était encore plus ésotérique et était fortement influencé par sa lecture des poètes de la nature.
Le morceau d'ouverture, Haunts of Ancient Peace, est nommé d'après un livre du poète anglais Alfred Austin paru en 1902. La chanson met en scène la voix de Morrison qui résonne avec le saxophone de Pee Wee Ellis et la trompette de Mark Isham.
Summertime in England est à ce jour le morceau le plus long écrit par Morrison. Il s'est avéré être un succès sur scène pendant un certain temps. Morrison a dit que c'était « en fait une partie d'un poème que j'écrivais et le poème et la chanson ont en quelque sorte fusionné ». Les paroles reprennent des images des poètes William Wordsworth et Samuel Taylor Coleridge. Il se termine avec la musique qui disparait petit à petit et ces mots : « Can you feel the silence? »

## Contenu de l'album
Toutes les chansons sont écrites et composées par Van Morrison.
| Common One | Common One              | Common One | Common One | Common One | Common One | Common One | Common One | Common One | Common One |
| No         | Titre                   | Durée      |            |            |            |            |            |            |            |
| ---------- | ----------------------- | ---------- | ---------- | ---------- | ---------- | ---------- | ---------- | ---------- | ---------- |
| 1.         | Haunts of Ancient Peace | 7:07       |            |            |            |            |            |            |            |
| 2.         | Summertime in England   | 15:35      |            |            |            |            |            |            |            |
| 3.         | Satisfied               | 6:01       |            |            |            |            |            |            |            |
| 4.         | Wild Honey              | 5:49       |            |            |            |            |            |            |            |
| 5.         | Spirit                  | 5:10       |            |            |            |            |            |            |            |
| 6.         | When Heart Is Open      | 15:05      |            |            |            |            |            |            |            |
| 55:01      |                         |            |            |            |            |            |            |            |            |

### Musiciens
- Van Morrison – chant, guitare, harmonica
- Mick Cox – guitare solo
- Herbie Armstrong – guitare, chœurs
- David Hayes – basse, chœurs
- John Allair – Orgue Hammond, piano acoustique, piano électrique Fender Rhodes, chœurs
- Pee Wee Ellis – saxophone ténor, saxophone alto, flûte
- Mark Isham – trompette, bugle
- Pete Brewis - chœurs sur "Satisfied"
- Peter Van Hooke – batterie

### Réédition 2008
- Toni Marcus – sitar, violon
- Mark Jordan – claviers

### Production
- Producteur : Van Morrison avec Henry Lewy pour Caledonia Productions
- Directeur musical : Pee Wee Ellis
- Arrangement des cors : Pee Wee Ellis
- Arrangement cordes et chœur : Jef Labes sur "Summertime", "Wild Honey" et chœur sur "Haunts"
- Ingénieurs : Henry Lewy, Dave Burgess, Alex Kash et Chris Martyn
- Photographie : Rudy Legname
- Masterisé par Bernie Grundman aux A&M Studios

## Classements
| Année | Chart                | Position |
| ----- | -------------------- | -------- |
| 1980  | Billboard Pop Albums | 73       |
| 1980  | UK Albums Chart      | 68       |

## Sources
- Clinton Heylin (2003). Can You Feel the Silence? Van Morrison: A New Biography, Chicago Review Press  (ISBN 1-55652-542-7)
- Brian Hinton (1997). Celtic Crossroads: The Art of Van Morrison, Sanctuary,  (ISBN 1-86074-169-X)
- Johnny Rogan (2006). Van Morrison: No Surrender, London:Vintage Books  (ISBN 978-0-09-943183-1)
- Steve Turner (1993). Van Morrison: Too Late to Stop Now, Viking Penguin,  (ISBN 0-670-85147-7)
- Erik Hage (2009). The Words and Music of Van Morrison, Praeger Publishers,  (ISBN 978-0-313-35862-3)